# Arlene Harris
Arlene Harris (née le 7 juillet 1896 à Toronto et morte le 12 juin 1976 à Los Angeles) est une actrice américaine de radio, de cinéma et de télévision née au Canada. Une autre source donne sa date de naissance au 7 juillet 1898. Arlene Harris est principalement connue pour son rôle de "moulin à paroles humain" dans le programme radio d'Al Pearce.

## Biographie

### Jeunesse
Harris est née à Toronto, en Ontario, au Canada, et passe la majorité de ses études en Angleterre. Arlene Harris est sourde pendant les trois premières années de sa vie. À 5 ans, elle divertissait sa famille avec des dessins humoristiques. Plus tard, elle « se lancera dans l'art de l'imitation ». 

### Vaudeville
Dans les années 1920, elle fait une tournée de vaudeville en tant que Arlene Francis. Après avoir été blessée dans un accident de voiture elle est contrainte de prendre sa retraite, mais la Grande Dépression aux États-Unis l'amène à reprendre le divertissement, cette fois-ci à la radio.  

### Radio
Avant de commencer sa carrière au cinéma, Harris était connue en tant qu'actrice comique dans l'émission de radio The Chatterbox. 
Arlene Harris apparait pour la première fois à la radio sur KFWB à Hollywood, en Californie. Elle est une habituée d'Al Pearce et de sa bande  où elle est connue comme « The Human Chatterbox » (le moulin à parole humain), elle donne des monologues qui impliquent des conversations téléphoniques avec un ami non entendu par les auditeurs". Un statisticien de CBS a calculé que lors de l'un de ses monologues à débit rapide, elle prononce en moyenne quatre mots par seconde. Elle a également joué avec Al Pearce dans Here Comes Elmer. 
Harris joue aussi Mummy Higgins sur The Baby Snooks Show  et a participé au programme d'Ina Ray Hutton et Fare for Ladies. 

### Télévision
Harris joue son propre rôle dans un épisode du Dick Van Dyke Show en 1964. Elle apparaît également dans Panorama Pacific ainsi que dans plusieurs autres programmes télévisés. 

### Reconnaissance
Le 8 février 1960, une étoile est dédiée à Arlene Harris au 6250 Hollywood Boulevard dans la section Radio du Hollywood Walk of Fame. 

### Vie privée
Harris était marié au Dr Harry G. Harris. 

### Mort
Harris est morte le 12 juin 1976 au Motion Picture Country Home à Woodland Hills (Los Angeles), en Californie. 

## Filmographie

### Télévision
- 1964 : Dick Van Dyke Show : lui-même